# Liesel Hermes
Liesel Hermes (* 15. Oktober 1945; † 7. April 2021) war eine deutsche Anglistin, Didaktikerin und Hochschullehrerin.

## Leben und Wirken
Liesel Hermes studierte Anglistik, Philosophie und Pädagogik. Nach dem ersten Staatsexamen für den höheren Schuldienst promovierte sie 1972 an der Universität Münster. Ab 1970 war sie zunächst wissenschaftliche Assistentin an der Pädagogischen Hochschule Münster, ab 1974 dann Dozentin an der Pädagogischen Hochschule Karlsruhe. Dort wurde sie 1977 zur Professorin für Anglistik ernannt. Von 1986 bis 1990 war sie Prorektorin der PH Karlsruhe. 1990 wurde sie zur Rektorin gewählt. 1992 wechselte sie als Professorin an die Universität Koblenz. Im Jahre 2002 wurde sie erneut Rektorin der PH Karlsruhe; dieses Amt hatte sie dann bis zum Eintritt in den Ruhestand 2011 inne.
In ihren Veröffentlichungen beschäftigte sich Liesel Hermes eingehend mit der Didaktik des Englischunterrichts. Als Prorektorin bzw. Rektorin der PH Karlsruhe ging es ihr neben der Förderung der Lehrerbildung auch um die Internationalisierung der Hochschule.

## Veröffentlichungen (Auswahl)
- Formen und Funktionen des Symbolgebrauchs in den Wirken Iris Murdochs. Humanitas-Verlag, Wiesbaden 1972, ISBN 3-7997-0203-2 (= Dissertation Universität Münster).
- (Hrsg.): Growing up. Selected British short stories. Hirschgraben-Verlag, Frankfurt am Main 1976, ISBN 3-454-16890-2.
- (Hrsg., mit Peter Freese): Der Roman im Englischunterricht der Sekundarstufe II (= Informationen zur Sprach- und Literaturdidaktik. Bd. 11). Schöningh, Paderborn 1977, ISBN 3-506-74061-X (2. erw. Aufl. 1981, ISBN 3-506-74061-X).
- Texte im Englischunterricht der Sekundarstufe I. Auswahl und Einsatz (= Moderner Englischunterricht. Bd. 9). Schroedel, Hannover 1979, ISBN 3-507-39038-8.
- (Mithrsg.): Die Short story im Englischunterricht der Sekundarstufe II. Theorie und Praxis (= Informationen zur Sprach- und Literaturdidaktik. Bd. 23). Schöningh, Paderborn 1979, ISBN 3-506-74073-3.
- (Hrsg.): Several Englands. Selected British short stories. 2. Auflage. Hirschgraben, Frankfurt am Main 1979, ISBN 3-454-16920-8.
- Shakespeare-Ausgaben für die Schule. Eine didaktische Analyse. In: Rüdiger Ahrens (Hrsg.): William Shakespeare: Didaktisches Handbuch. Bd. 1 (= UTB. Bd. 1111). Fink, München 1982, ISBN 3-7705-2038-6, S. 87–110.
- mit Gisela Schmid-Schönbein (Hrsg.): Fremdsprachen lehren lernen – Lehrerausbildung in der Diskussion (= Beiträge zur Fremdsprachenforschung. Bd. 5). PZV Pädagogischer Zeitschriftenverlag, Berlin 1998, ISBN 3-00-003776-4.
- (Mithrsg.): Gender und Interkulturalität (= Frauen-, Gender-Forschung in Rheinland-Pfalz. Bd. 4). Stauffenburg-Verlag, Tübingen 2002, ISBN 3-86057-794-8.
- (Hrsg., mit Friederike Klippel): Früher oder später. Englisch in der Grundschule und bilingualer Sachfachunterricht (= Münchener Arbeiten zur Fremdsprachen-Forschung. Bd. 8). Langenscheidt, Berlin u. a. 2003, ISBN 3-526-50842-9.

Außerdem zahlreiche Aufsätze in Fachzeitschriften.
Festschrift
- Sabine Yvonne Scheef, Gérald Schlemminger (Hrsg.): Plädoyer für eine anspruchsvolle LehrerInnenbildung. Versuch einer anderen Festschrift für Liesel Hermes (= Karlsruher pädagogische Studien. Bd. 10). Books on Demand, Norderstedt 2011, ISBN 978-3-8423-5891-1.